# 政治烈士纪念碑

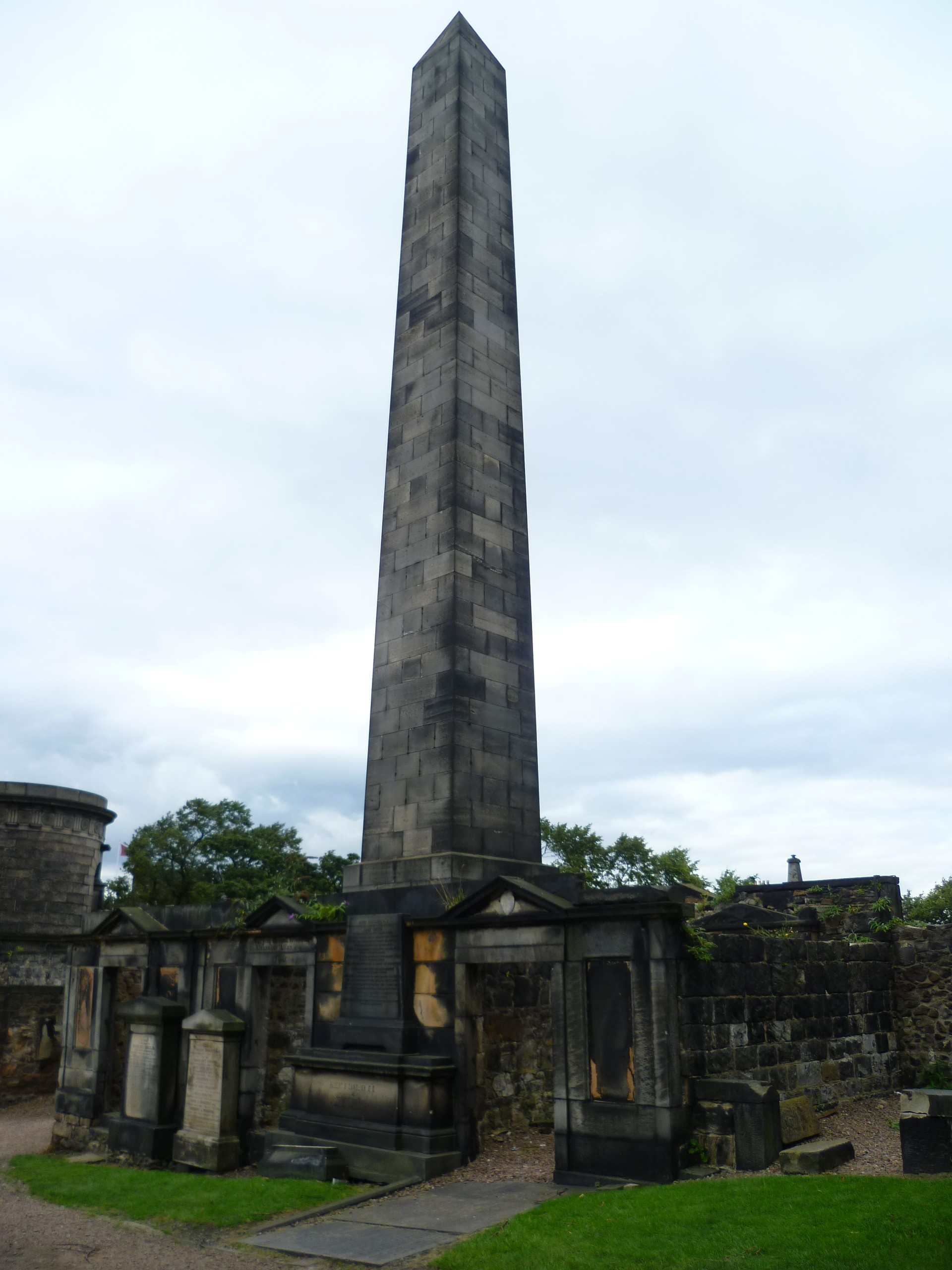
政治烈士纪念碑

政治烈士纪念碑（Political Martyrs Monument）是一座英国登录建筑，矗立在苏格兰爱丁堡卡尔顿山上的旧卡尔顿公墓，这里是苏格兰民族自豪感的焦点。
这座纪念碑高90英尺，方尖碑形式，灰黑色砂岩砌筑，位于一个正方形基座上。上面刻着五个人的名字：
- 托马斯·缪尔（Thomas Muir）
- 托马斯·帕尔默（Thomas Fyshe Palmer）
- William Skirving
- Maurice Margarot
- Joseph Gerrald

政治烈士纪念碑是为了纪念在18世纪末，五位因提倡国会改革而被捕入狱的苏格兰人。他们被指控煽动叛乱的罪名，于1794年流放到澳大利亚，15年后才允许回国。
1844年，人民之友协会竖立了这个纪念碑。1837年，约瑟夫·休谟发起为苏格兰政治烈士修建纪念碑的计划。1884年8月21日，3000人聚集于此，目睹休谟为纪念碑奠基。
1852年2月，休谟发起的第二个苏格兰政治烈士纪念碑在伦敦Nunhead 公墓揭幕，高33英尺。